# Assassinat de Dominique Bernard
L'assassinat de Dominique Bernard, aussi appelé attentat d'Arras, est un attentat terroriste perpétré par un islamiste d'origine ingouche le 13 octobre 2023 au sein du groupe scolaire Gambetta-Carnot (qui regroupe lycée et collège d'enseignement secondaire) à Arras, chef-lieu du département du Pas-de-Calais, au sein de la région Hauts-de-France.
Dominique Bernard, professeur agrégé de lettres modernes de 57 ans, est mortellement blessé à la gorge et au thorax par l'assaillant en tentant de protéger ses élèves,. Trois autres membres du personnel de l'établissement sont blessés par l'assaillant : un professeur d'EPS touché au visage et un agent de sécurité atteint de plusieurs coups de couteau sont grièvement blessés ; un agent d'entretien est blessé légèrement à la joue. L'attaque est en partie filmée.
Revendiquant son acte au nom de l'État islamique (ou Daech), Mohammed Mogouchkov, âgé de 20 ans, est mis en examen pour assassinat en relation avec une entreprise terroriste, tandis que son frère cadet, âgé de 16 ans, est poursuivi pour complicité d'assassinat. Ils sont placés en détention provisoire dans l'attente de leur procès. Son grand frère avait déjà été condamné pour un projet terroriste.
Selon le témoignage de Martin-Roch Doussau, professeur de philosophie au lycée Gambetta, le terroriste cherchait « un prof d'histoire », ce qui rappelle l'assassinat de Samuel Paty : trois ans auparavant à trois jours près, ce professeur d'histoire-géographie avait été assassiné puis décapité au couteau par un autre jeune adulte d'origine nakh.

## Déroulement
Peu de temps avant son passage à l'acte, Mohammed Mogouchkov réalise un enregistrement sonore dans lequel il prête allégeance au calife de l'État islamique, Abou Hafs al-Hachemi al-Qourachi et déclare sa haine de la France, des Français, de la démocratie et de l'Éducation nationale. Le 17 octobre, une retranscription partielle de l'enregistrement sonore est rendue publique par Le Monde : « Oh Français, peuple de lâcheté et de mécréants. J'étais dans vos écoles des années et des années, j'ai vécu des années et des années parmi vous, gratuitement. [...] Vous m'avez appris ce qu'est la démocratie et les droits de l'homme, et vous m'avez poussé vers l'enfer ».
Vers 11 h, Mohammed Mogouchkov arrive à pied à proximité du lycée armé de deux couteaux. Devant l'entrée de l'établissement, il agresse Dominique Bernard à l'arme blanche et le poignarde mortellement à la gorge et au thorax. L'enseignant d'EPS David Verhaeghe se dirige alors vers son collègue pour lui venir en aide mais est poignardé à son tour par Mohammed Mogouchkov, qui le blesse à la gorge et au visage. L'assistant d'éducation Benjamin Laribi s'interpose entre les deux hommes, permettant à David Verhaeghe de se précipiter dans la cour de l'établissement et d'y donner l'alerte : « Courez, courez, par pitié »,,. Par la suite, l'alarme intrusion retentit dans l'établissement. Les élèves et professeurs sont confinés. Dans la cour de l'établissement, quelques hommes tentent de freiner Mohammed Mogouchkov avec les moyens du bord. Christian Berroyer, agent polyvalent d'entretien, se saisit d'une chaise avec laquelle il essaye de le repousser mais tombe par terre et est légèrement blessé. Son collègue Jacques Davoli, employé de la région et responsable des agents de l'établissement, prend le relais mais tombe à son tour au sol et est alors lardé de coups de couteau dans le thorax par Mohammed Mogouchkov,. C'est cette partie de l'attaque qui fait l'objet de vidéos prises par des élèves du lycée. Il s'agit du premier attentat commis au nom de l'État islamique en Europe depuis près de trois ans. Le dernier en date, celui de Lugano, était également une attaque au couteau.
Alerté par téléphone, le service de police urbaine d'Arras envoie un équipage qui est présent sur les lieux « quatre minutes après l'appel » et les policiers procèdent à l'interpellation de Mohammed Mogouchkov à 11 h 09 en utilisant leur pistolet à impulsion électrique à deux reprises,.
Tandis que des rumeurs sur d'autres attaques se propagent et sèment encore plus de panique, le frère cadet de Mohammed Mogouchkov est interpellé à 11 h 40 près du lycée Savary. Il est à bicyclette et n'est porteur d'aucune arme. À 13 h 40, une unité d'assaut pénètre dans l'appartement de l'assaillant, situé voie Châteaubriand.
À 13 h 10, un homme ayant tenté de forcer l'entrée du lycée Robespierre avec deux valises à roulettes, un sac à dos et une sacoche est interpelé,. Ses bagages sont détruits à l'explosif par les démineurs. Il sera finalement mis hors de cause et relâché.
À 17 h 15, le bilan est de quatre victimes directes : un mort, un blessé grave, deux blessés légers et soixante dix-neuf personnes victimes d'un choc psychologique. À la suite de l'attaque, une cellule psychologique a été ouverte pour les élèves. Tous les établissements alentour ont également été confinés.

## Victimes
Né en 1966, Dominique Bernard est agrégé de lettres modernes (hors classe depuis 1999) et enseignant de français au collège. Il a poursuivi ses études supérieures de lettres modernes au sein de l'Université de Lille III et a réussi le concours de professeur agrégé en 1990.
En 2012, il est professeur principal d'une classe de 3e au sein du collège faisant partie du groupe scolaire Gambetta-Carnot à Arras. Il est le cofondateur de l'université populaire d'Arras, aujourd'hui fermée, où il anime des conférences de littérature, de philosophie, de cinéma et de musique. Il est le père de trois filles et son épouse est professeure d'anglais. Il est, par sa mère, un neveu du journaliste Henri Tincq. À titre posthume, il est devenu par décret du président de la République daté du 18 octobre 2023, au vu de ses 33 ans de service et de son assassinat, chevalier de la Légion d'honneur.
Trois autres personnes sont blessées par l'assaillant : le professeur d'EPS David Verhaeghe, « victime de coups et de plaies profondes » au niveau du visage, est pris en charge par le SAMU en situation d'urgence « relative » et opéré à Arras. Le chef des équipes d'entretien du lycée, Jacques Davoli, a un « poumon [...] touché » et souffre d'« une plaie à l'artère ». Il est pris en charge dans une situation d'« extrême urgence », avec un pronostic vital engagé, et est transféré de l'hôpital d'Arras au service de réanimation du CHU de Lille, qu'il quitte le 20 octobre,. La troisième victime est un agent d'entretien blessé légèrement à la joue.

## Accusés
L'homme suspecté d'être l'auteur des faits s'appelle Mohammed Mogouchkov (en russe : Мухаммед Могучков), de citoyenneté russe. Né en 2003 à Malgobek, il est arrivé en France avec sa famille ingouche en mars 2008. D'après son ancien professeur d'EPS, Fabien Dufay, Mohammed était un élève réservé et calme.

### Une famille menacée d'expulsion
Le 18 février 2014, à 6 h, la famille Mogouchkov, déboutée du droit d'asile, est arrêtée par la police aux frontières dans un foyer de La Guerche-de-Bretagne (où elle était assignée à résidence depuis septembre 2013) avant d'être emmenée à l'aéroport de Rennes pour y être expulsée vers Moscou, via Paris. À Paris, les parents de Mohammed Mogouchkov refusent de monter dans le vol pour Moscou et la famille est donc placée dans un centre de rétention administrative au Mesnil-Amelot. Vers 20 h, la procédure de rétention administrative est annulée par le cabinet de Manuel Valls, alors ministre de l'Intérieur, après que le Parti communiste français, le Mrap, la Cimade, RESF 35, le collectif de soutien aux personnes sans-papiers et d'autres associations se soient mobilisés en faveur de la famille Mogouchkov,,. La procédure d'expulsion est abandonnée dans la foulée. En 2018, le patriarche, Iakub Mogouchkov, est finalement expulsé, seul, « en raison de violence conjugale et de problèmes administratifs » selon Le Parisien. Il vit en Géorgie lors de l'attentat.
La mère et la sœur de l'assaillant dénoncent l'assassinat et décrivent Mohammed Mogouchkov comme un « monstre » exerçant des violences physiques et psychologiques au sein de sa famille. La mère estime le père responsable de l'endoctrinement de ses fils, tandis que celui-ci gardait une forte influence sur eux malgré son expulsion du territoire français en 2018,. Depuis cette date, les garçons se sont retrouvés en « situation de surpuissance » selon un travailleur social qui suit la famille. Movsar et Mohammed violentent leur mère à chaque écart, quittent leur club de boxe et s'isolent socialement.

### Un frère cadet accusé de complicité
Le frère cadet de l'assassin est mis en examen et placé en détention provisoire pour « complicité d'assassinat en relation avec une entreprise terroriste », soupçonné d'avoir eu connaissance du projet de son grand frère et de lui avoir appris à manier son couteau quelques semaines avant les faits. Âgé de seize ans en 2023, il est mineur et son prénom ne peut donc pas être révélé. S'il reconnait en partie ces accusations, il dément avoir eu une connaissance précise du projet. Il contacte par ailleurs son cousin pour lui faire part d'un projet violent de son frère, et celui-ci sera à son tour mis en examen pour « non-dénonciation de crime ». Lors de son expertise psychiatrique, il exprime son rejet des valeurs françaises, notamment la laïcité, l'égalité des sexes (serrer la main à une femme « ne fait pas partie de ma culture ») ou encore le vivre-ensemble (« les moutons avec les moutons, les vaches avec les vaches »). Il dénonce toutefois les actes de son frère ainsi que les autres attentats ayant eu lieu en France. Ayant « toujours vécu au sein d'un fondamentalisme religieux », il décrit une vie familiale précaire, rythmée par la pauvreté, les menaces d'expulsion et nombreux changements de domicile. L'experte psychiatre décrit un garçon « authentique, sincère » qui fait preuve d'une « spontanéité qui peut le desservir », et qui souhaite par ailleurs rentrer dans son pays d'origine dès que possible,.

### Un frère aîné condamné pour terrorisme
Dès décembre 2016, le frère aîné de Mohammed, Movsar fait l'objet d'un signalement pour radicalisation dans son lycée, après avoir déclaré à propos de l'attentat de Charlie Hebdo : « l'attentat a eu lieu parce qu'ils ont insulté les musulmans. Ils ont insulté l'islam en représentant le prophète et les chiites ne sont pas des musulmans ». En février 2017, il est arrêté en Allemagne alors qu'il tentait de rejoindre les territoires syriens de Daech. En janvier 2019, il est condamné à trois ans de prison (dont deux avec sursis) pour ce projet de départ avorté. Placé dans un centre éducatif fermé en Seine-Saint-Denis, il parvient à se procurer un smartphone et à entrer en contact avec une cellule prévoyant de commettre des attentats contre des commissariats de banlieue parisienne, le palais de l'Élysée et des civils à proximité. La cellule est démantelée lors d'une transaction de kalachnikovs. Le 30 avril 2019, il est mis en examen et placé en détention provisoire. Particulièrement radicalisé, il est également décrit comme intelligent par les enquêteurs alors qu'il s'occupait de la propagande au sein de la cellule terroriste, ayant créé des dizaines de chaînes Telegram où il diffuse les massacres de Daech. En avril 2023, la cour d'assises spéciale de Paris le condamne à 5 ans de prison ferme pour association de malfaiteurs en relation avec une entreprise terroriste et non-dénonciation de crime. En juin 2023, le tribunal judiciaire d'Arras le condamne à 18 mois de prison ferme pour apologie du terrorisme,,.

### Liens avec des réseaux islamistes belges
Dans la soirée du vendredi 13 octobre, le journal La Voix du Nord révèle qu'une voiture, qui appartiendrait à un membre de la famille de Mohamed Mogouchkov, aurait rejoint la Belgique par Quiévrechain puis Quievrain, après avoir été repérée à la frontière franco-belge.

## Enquête
La sous-direction anti-terroriste (SDAT) est très rapidement saisie des faits. Le parquet national antiterroriste (PNAT) décide d'ouvrir une enquête pour assassinat, tentatives d'assassinat et association de malfaiteurs en relation avec une entreprise terroriste.
L'assaillant était surveillé par la Direction générale de la sécurité intérieure (DGSI) et avait subi un contrôle la veille de l'attaque, le 12 octobre 2023, au terme duquel aucune infraction ne lui avait été reprochée. Le 18 octobre, Mohammed Mogouchkov a été placé dans la prison de Meaux au quartier d'isolement, où il est décrit comme étant un détenu « calme et correct avec le personnel ». Il refuse également d'expliquer les raisons de son attaque et son idéologie. Il avait demandé également à recevoir un Coran et à rencontrer l'aumônier.
En novembre, Mohammed Mogouchkov passe finalement aux aveux et déclare qu'il ciblait spécifiquement son ancien professeur de français, Dominique Bernard. Selon lui, l'attentat aurait été planifié plusieurs semaines à l'avance et il aurait repéré les lieux les vendredis précédant l'attaque. Le terroriste affirme également qu'il visait le professeur de français pour ce qu'il représentait, c'est-à-dire « l'attachement à la démocratie » et aux « droits de l'homme » qu'il qualifie de « droits mécréants ».
Dans un poème qu'il écrit depuis la prison où il est incarcéré, il lie également son attaque aux opérations militaires extérieures de la France contre des musulmans, « qu'il compare à une forme moderne de colonisation », exprimant « sa haine envers les athées » et critiquant violemment la République. Il critique la mixité des genres à l'école et l'enseignement de la biologie et fait montre d'« un profond malaise face à la sexualité et à la nudité, deux sujets qu'il considère en contradiction avec ses croyances personnelles et religieuses. » Une expertise psychiatrique indique qu'il souffre de troubles psychiques.

## Autres attentats et suspicions d'attentats

### Assassinat de Samuel Paty
L'attaque d'Arras survient à trois jours du troisième anniversaire de la mort de Samuel Paty, assassiné le 16 octobre 2020 par un terroriste islamiste à Éragny-sur-Oise, à la sortie du collège de Conflans-Sainte-Honorine où il était professeur d'histoire-géographie.

### Suspicions d'attentat
Le même jour que l'attentat d'Arras, une possible tentative d'attentat a été déjouée, cette fois-ci à Limay, dans les Yvelines. Un homme également fiché S pour radicalisation a été interpellé à proximité du lycée Condorcet de Limay à 14 h 45. L'homme qui sortait d'une salle de prière suivait un groupe de lycéennes alors qu'il portait une arme blanche avec une lame de dix centimètres. Il a été placé en garde à vue pour port d'arme de catégorie D. Selon le parquet de Versailles, l'homme ne brandissait ni n'exhibait son couteau, et ne menaçait personne. Il a déclaré être sans domicile fixe et toujours avoir ce couteau sur lui pour se défendre en cas d'agression.
Dans la journée du 14 octobre, le palais du Louvre et le château de Versailles ont fait l'objet d'alertes à la bombe et ont été évacués,.
Le 16 octobre au matin, le lycée Gambetta d'Arras est évacué en raison d'une alerte à la bombe.

## Réactions

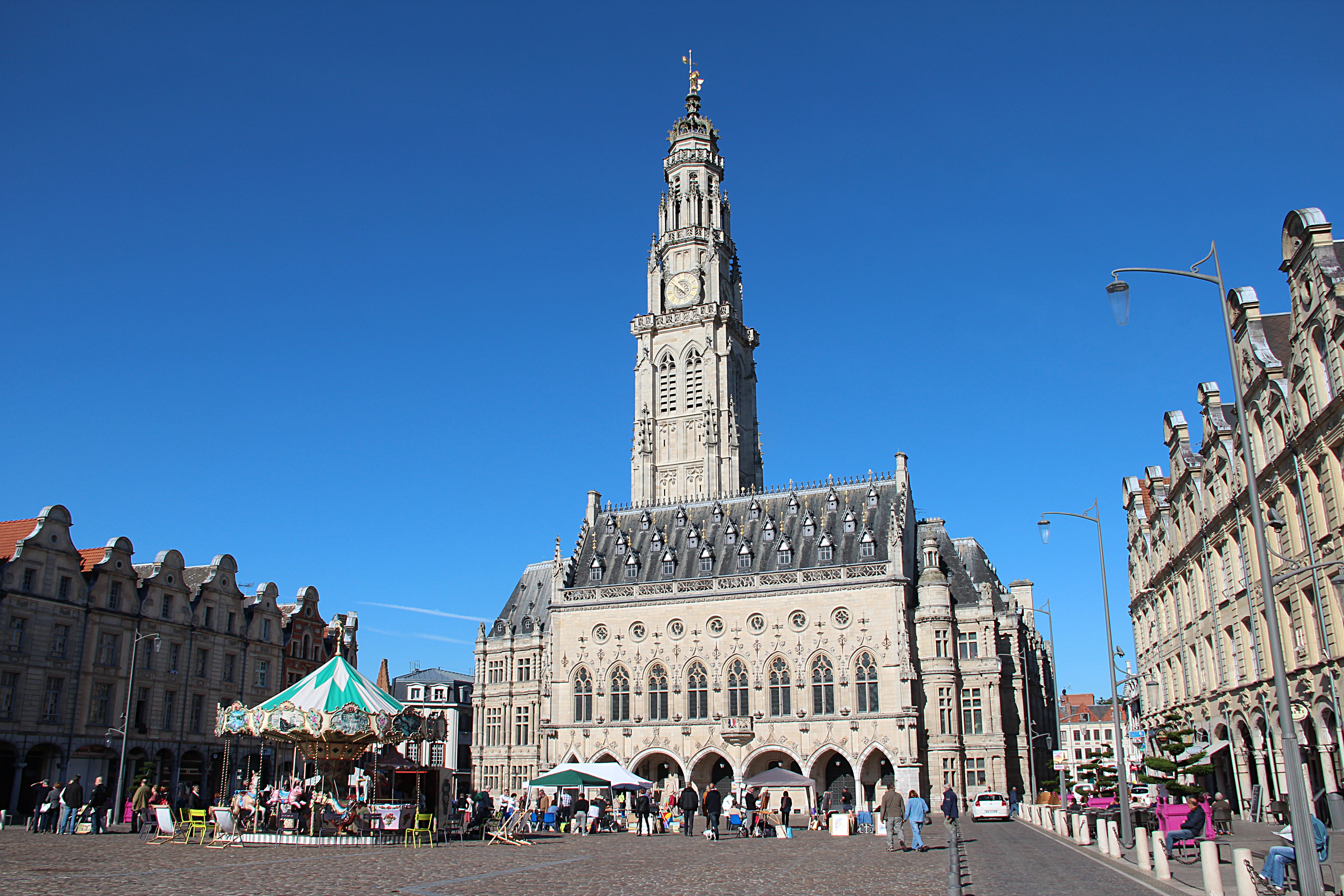
Place des Héros, située devant l'hôtel de ville d'Arras où a eu lieu le rassemblement en hommage à Dominique Bernard.

### Politiques
Sophie Vénétitay, secrétaire générale du SNES-FSU, premier syndicat de l'enseignement secondaire, réagit dans l'après-midi du 13 octobre sur France Info : « Cette idée d'émanciper nos élèves par les savoirs, de les ouvrir sur le monde, peut-être que c'est insupportable à celles et ceux qui ne supportent pas cette idée qu'on pourrait s'émanciper et apprendre par les savoirs. Je pense que c'est cette idée-là qui est attaquée. » Elle ajoute que « dans ce pays, en 2023, on tue encore des professeurs, on assassine des professeurs parce qu'ils sont profs et on s'en prend à l'école parce que c'est l'école ».
Le président de la République, Emmanuel Macron, se rend quelques heures plus tard sur les lieux de l'attaque, accompagné de Gérald Darmanin et de Gabriel Attal. Il déclare devant la presse avoir « une pensée [...] pour cet enseignant qui a été lâchement et sauvagement assassiné » avant d'ajouter que « la France est une nouvelle fois frappée par la barbarie du terrorisme islamiste ». Il précise que l'enseignant assassiné « s'est interposé d'abord et a sans doute sauvé beaucoup de vies ».
Le 14 octobre, le ministre de l'Éducation nationale décide qu'une minute de silence sera observée le 16 octobre à 14 h dans l'ensemble des établissements scolaires.
Marine Le Pen, présidente du groupe Rassemblement national à l'Assemblée nationale, demande des lois plus « fermes » en matière d'immigration et veut que « la France se fasse respecter ». De son côté, le chef du parti Les Républicains Éric Ciotti, réclame l'instauration de l'état d'urgence.

#### Accusations de récupération par l'extrême droite
L'extrême droite accuse les associations qui ont empêché l'expulsion de la famille Mogouchkov d'être responsable de l'assassinat de Dominique Bernard. À Rennes, le local du Parti communiste français est saccagé par le groupuscule l'Oriflamme. Le local du PCF d'Arras, ville où les faits se sont produits, est recouvert d'autocollants contre l'immigration et dégradé. Les locaux occupés par le PCF de Gironde, à Bordeaux, sont quant à eux ciblés à deux reprises en deux semaines. D'abord par un rassemblement d'extrême droite le 15 octobre, puis par le groupuscule Action directe nationaliste le 24 octobre, qui aurait également vandalisé durant la même nuit les locaux du centre LGBTQI+ de Bordeaux.
Plusieurs militants de la Cimade, qui s'était aussi mobilisée contre l'expulsion de la famille Mogouchkov, sont ciblés par des menaces de mort et l'un d'entre eux doit être placé sous protection policière.

### Religieux
En réaction à l'attaque, Hassen Chalghoumi, imam de Drancy, appelle Gérald Darmanin à « expulser tous les fichés S qui ne sont pas Français. Tous, sans pitié ».
D'après un sondage publié le 8 décembre 2023 par l'IFOP, 78 % des musulmans de France condamnent totalement l'assassinat de Dominique Bernard, mais parmi les élèves musulmans scolarisés actuellement dans l'enseignement secondaire ou supérieur, 31 % n'expriment pas une condamnation totale de l'assassin.

## Suites et conséquences

### Mesures de sécurité
À la suite de l'attentat, plus de 7 000 soldats de la force Sentinelle sont déployés dans l'ensemble du territoire, dans le cadre de l'activation du dispositif « urgence attentat », le niveau le plus élevé du plan Vigipirate. Des policiers ont également été déployés l'après-midi de l'attaque devant les lycées et les collèges, à Paris et en Corse. La gendarmerie a également été déployée à partir du 15 octobre dans les Alpes-de-Haute-Provence.

### Incidents
Lors des moments d'hommage à Dominique Bernard et Samuel Paty, organisés le 16 octobre 2023 à 14 heures dans les établissements scolaires de France, plus de 500 « perturbations et contestations » ont été recensées. Le 23 novembre, le ministère de l'Éducation nationale annonce avoir posé 605 sanctions (dont 322 exclusions temporaires, 47 exclusions définitives avec sursis et 85 exclusions définitives).
Elles devraient faire l'objet de signalements aux procureurs de la République des lieux où elles ont été constatées par les directeurs d'écoles, les principaux des collèges et les proviseurs de lycées.